# Russelia elongata
Russelia elongata är en grobladsväxtart som beskrevs av Carlson. Russelia elongata ingår i släktet Russelia och familjen grobladsväxter. Inga underarter finns listade i Catalogue of Life.